# Stickleback
Die Stickleback (SS-415) war ein konventionell angetriebenes U-Boot der United States Navy der Balao-Klasse.

## Geschichte

### Zweiter Weltkrieg
Das Boot wurde am 1. Mai 1944 in Vallejo, Kalifornien, auf Kiel gelegt und lief am 1. Januar 1945 vom Stapel. Als Name wurde Stickleback gewählt, die englische Bezeichnung für einen Fisch aus der Familie der Stichlinge. Am 29. März 1945 wurde das Boot unter Commander Lawrence G. Bernard in der Pazifikflotte in Dienst gestellt, Taufpatin war eine Mrs. John O.R. Coll.

#### Erster Einsatz
Der erste Einsatz führte die Stickleback noch vor Ende des Zweiten Weltkriegs nach Japan, wo sie, mit ihrer Einheit Submarine Squadron 44, an der Küste zwischen Japan und Korea patrouillierte. 6 Tage nach Kriegsende fand die Stickleback bei dieser Patrouille 19 Schiffbrüchige auf, versorgte sie medizinisch und mit Lebensmitteln und setzte sie nahe der Küste wieder aus. Am 28. September kehrte es nach Zwischenstation in Guam wieder nach San Francisco zurück. Nach Teilnahme an einer Marineparade wurde sie am 2. Januar 1946 aus dem aktiven Dienst entlassen und in Pearl Harbor der Reserveflotte zugeteilt.

### Kalter Krieg
Schon am 6. September desselben Jahres wurde sie erneut in Dienst gestellt und als Schulschiff nach San Diego überstellt. 1952 erfolgte der Umbau zu einem Typ Guppy IIA und wurde am 26. Juni 1953 dem 7. U-Bootgeschwader in Pearl Harbor überstellt.
Nach Ende des Koreakrieges diente sie zwischen Februar und Mai 1954 zur Unterstützung der UN-Truppen in Korea, anschließend erfolgte ein mehrjähriger Einsatz als Übungsschiff zur Entwicklung nautischer Angriffs- und Verteidigungstaktiken. Die Stickleback sank am 29. Mai 1958 während einer Übung in Folge einer Kollision mit der Silverstein bei Hawaii und wurde am 30. Juni 1958 aus dem Schiffsregister der US-Marine gestrichen. Alle Besatzungsmitglieder konnten bei dem Unglück gerettet werden.
Im Rahmen des Lost 52 Project wurde nach der Stickleback gesucht, im August 2019 wurde das Wrack vor Honolulu gefunden.